# 驻孟加拉国外交机构列表

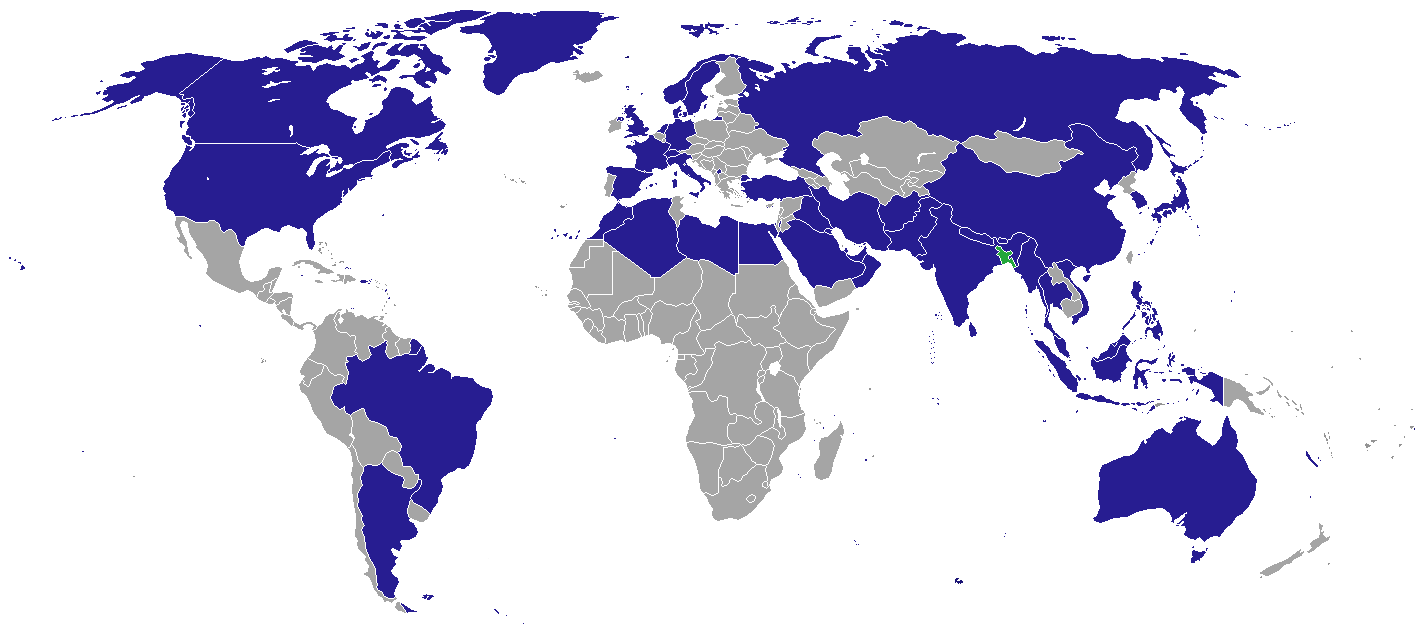
在孟加拉国设有使馆的国家地图

现在孟加拉国的首都达卡共有49个国家的大使馆或高级专员公署，包括欧盟代表团。另外，各国也在吉大港、拉杰沙希和锡尔赫特等城市设有领事馆或名誉领事。41个国家在邻国的大使馆兼当驻孟加拉国代表机构。
以下列出目前在达卡驻有大使馆、在孟加拉国其他城市有领事馆、在邻国的大使馆兼驻孟加拉国代表机构的国家。

## 大使馆/高级专员公署

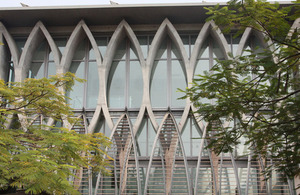
英国驻达卡高级专员公署

达卡
| - 阿富汗 - 阿尔及利亚 - 阿根廷 - 不丹 - 巴西 - 加拿大 - 中华人民共和国 - 丹麦 - 埃及 - 法國 - 德国 - 聖座 - 印度 - 印度尼西亞 - 伊朗 - 伊拉克 - 義大利 - 日本 - 科索沃 - 科威特 - 利比亞 - 马来西亚 - 馬爾地夫 | - 摩洛哥 - 緬甸 - 尼泊尔 - 荷蘭 - 挪威 - 阿曼 - 巴基斯坦 - 巴勒斯坦 - 菲律賓 - 俄羅斯 - 沙烏地阿拉伯 - 新加坡 - 西班牙 - 斯里蘭卡 - 瑞典 - 瑞士 - 泰國 - 土耳其 - 阿联酋 - 英国 - 美国 - 越南 |

## 代表团
达卡
- 欧盟

## 总领事馆/领事馆
吉大港市
- 印度[4]

达卡
- 匈牙利[5]

库尔纳市
- 印度[4]

拉杰沙希市
- 印度[4]

錫爾赫特市
- 印度[4]
- 英国

## 非常驻外交代表机构
位于印度新德里的外交代表机构兼辖：
- 奥地利
- 比利时
- 柬埔寨
- 智利
- 哥伦比亚
- 古巴
- 賽普勒斯
- 捷克
- 芬兰
- 几内亚
- 希腊
- 匈牙利
- 冰島
- 拉脫維亞
- 賴索托
- 立陶宛
- 馬爾他
- 模里西斯
- 墨西哥
- 尼加拉瓜
- 新西兰
- 葡萄牙
- 秘魯
- 巴拉圭
- 波蘭
- 巴拿马
- 爱尔兰
- 羅馬尼亞
- 塞爾維亞
- 斯洛伐克
- 斯洛維尼亞
- 南非
- 叙利亚
- 多哥
- 坦桑尼亚
- 乌克兰
- 乌干达
- 葉門
- 辛巴威
- 尚比亞

位于巴基斯坦伊斯兰堡的外交代表机构兼辖：
- 巴林
- 约旦
- 黎巴嫩
- 苏丹
- 突尼西亞

位于其他地方的外交代表机构兼辖：
- 阿尔巴尼亚（北京市）
- 中非（多哈）
- （北京市）
- 多米尼克（北京市）
- 薩爾瓦多（北京市）
- 密克羅尼西亞聯邦（北京市）
- （德黑兰）
- 海地（臺北市）
- （臺北市）
- 基里巴斯（北京市）
- 利比里亚（阿布扎比）
- 毛里塔尼亚（马斯喀特）
- 圣基茨和尼维斯（臺北市）
- （阿布扎比）
- 圣卢西亚（臺北市）
- 聖多美和普林西比（北京市）
- （阿布扎比）
- 东帝汶（雅加达）
- （堪培拉）
- （堪培拉）

## 非常驻代表团
- 撒拉威阿拉伯民主共和國（新德里）
- 臺灣（新德里）

## 即将建立的大使馆
- 墨西哥[6]